# Nobody Is Listening
Albums de Zayn Malik
Icarus Falls
Nobody Is Listening est le troisième album studio du chanteur anglais Zayn Malik, publié le 15 janvier 2021 sous le label RCA Records. 
L'album comporte des duos avec Syd et Devlin. Il fait suite à son précédent album, Icarus Falls, sorti en 2018 et les critiques sont globalement favorables. 

## Contexte
L'illustration de l'album est conçue par le chanteur lui-même et s'inspire de l'expressionnisme et des graffitis.
Zayn Malik déclare « une liberté de création totale sur le projet et de faire la musique qu'il a toujours voulu faire ». 